# Tigriopus kerguelenensis
Tigriopus kerguelenensis is een eenoogkreeftjessoort uit de familie van de Harpacticidae. De wetenschappelijke naam van de soort is voor het eerst geldig gepubliceerd in 1987 door Soyer, Thiriot-Quievreux & Colomines.